# Torsted Kirke (Ringkøbing-Skjern Kommune)
 For alternative betydninger, se Torsted Kirke. (Se også artikler, som begynder med Torsted Kirke)
Torsted Kirke er en kirke i landsbyen Torsted i Torsted Sogn, Ringkøbing-Skjern Kommune (Ribe Stift). Den ligger lidt syd for Tim Å.

## Historie
Torsted Kirke stammer fra perioden omkring 1150. Den hørte i en periode under herregården Rysensten ved Bøvling. Kirken havde oprindeligt tårn, men dette blev i 1916 revet ned. Kirken er blevet renoveret i midten af det første årti af 2000'erne.